# 维克托·多利普斯基
维克托·多利普斯基（羅馬尼亞語：Victor Dolipschi，1950年10月19日—2009年1月19日），罗马尼亚男子摔跤运动员。他曾代表罗马尼亚参加1972年和1984年夏季奥林匹克运动会摔跤比赛，获得二枚铜牌。